# Zoborožec ostrovní
Zoborožec ostrovní (Rhyticeros narcondami) je druh zoborožce, který se vyskytuje pouze na ostrově Narkondam v Bengálském zálivu.  

## Systematika
Zoborožce ostrovního formálně popsal v roce 1873 britský ornitolog Allan Octavian Hume. Druhové jméno narcondami odkazuje k ostrovu Narkondam, kde se druh endemicky vyskytuje. Zoborožec ostrovní byl původně řazen do rodu Aceros, avšak moderní taxonomie jej zařazuje do rodu Rhyticeros. Jedná se o monotypický taxon. Nejbližším příbuzným zoborožce ostrovního je zoborožec guinejský (R. plicatus).

## Výskyt
Vyskytuje se pouze na ostrově Narkondam, který politicky patří k Indii. Habitat druhu tvoří otevřené smíšení lesy do 700 m n. m., nejčastěji se však vyskytuje do 200 m n. m. Hnízdí do 450 m n. m.

## Popis

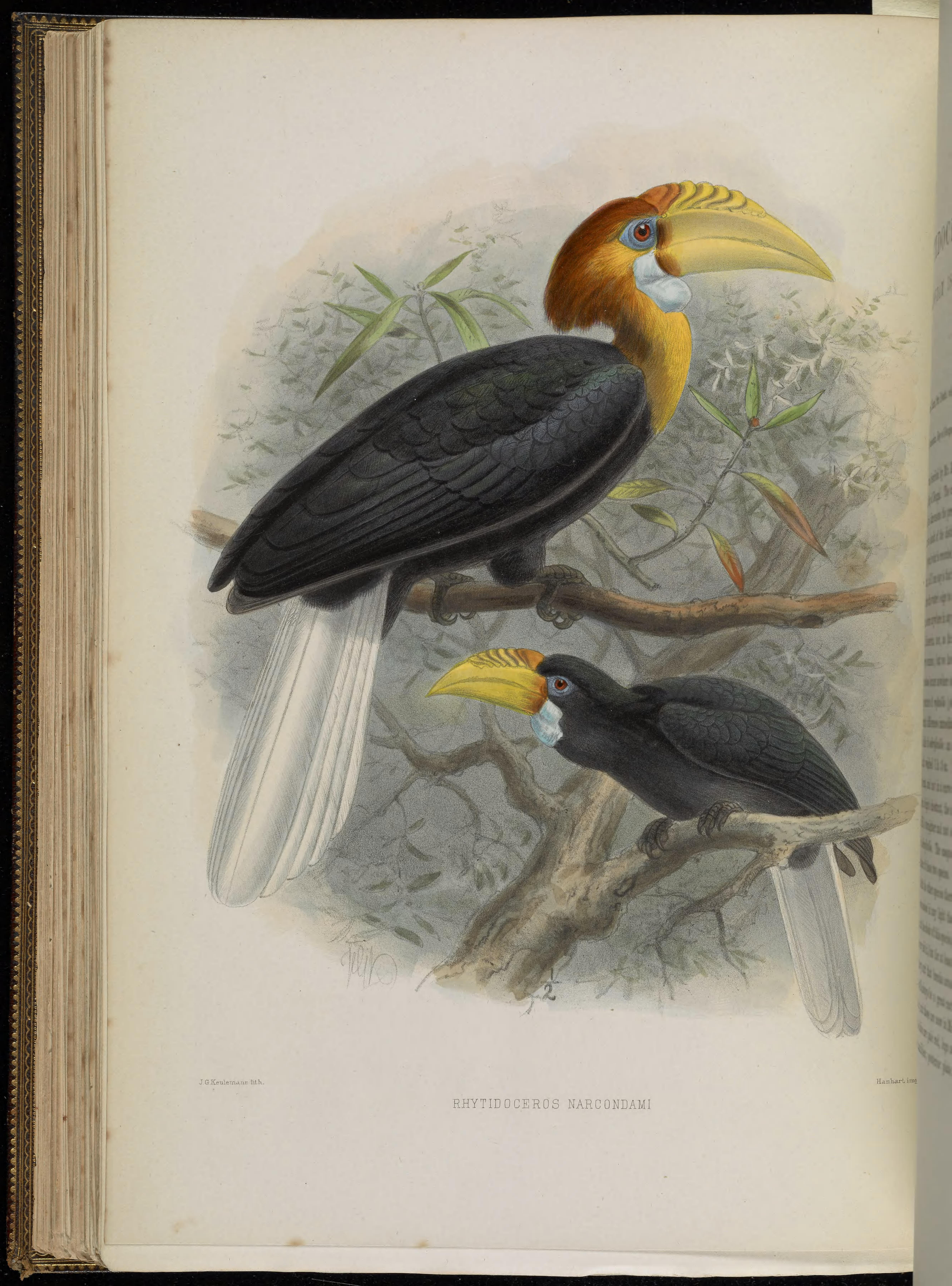
Ilustrace samce (nahoře) a samice (Daniel Giraud Elliot, 1882)

Dosahuje délky těla 45–50 cm. Samec váží kolem 700–750 g, samice 600–750 g. Hlava a krk samce jsou rezavé, u samice černé. Tělo včetně křídel jsou u obou pohlaví černé, ocas je bílý. Zobák je u kořene karmínový, avšak postupně přechází do bíla. Na horní čelisti je posazena nízká zvrásněná přilbice. Kolem očí se nachází neopeřený tmavě modrý oční kroužek, oční víčka jsou červená. Hrdlo je neopeřené, takže lze vidět bílou kůži. Duhovky jsou u samce oranžovohnědé, u samice olivově hnědé.

## Biologie
Živí se ovocem, potravu doplňuje menšími živočichy, jako jsou plazi, pavouci, kudlanky, hadi nebo suchozemští krabi. Při krmení se může shlukovat do početných hejn až o 50 jedincích. Dospělci hřadují v párech, nedospělí jedinci v menších skupinkách o 3–7 jedincích. Zoborožec ostrovní je důležitý roznašeč semen, a snad jediným roznašečem semen palichy jemné (Caryota mitis) na ostrově Narkondam. Dospělci se ozývají hlasitým ka-ka-ka-ka-ka nebo kok-kok-kok-kokok.

### Hnízdění

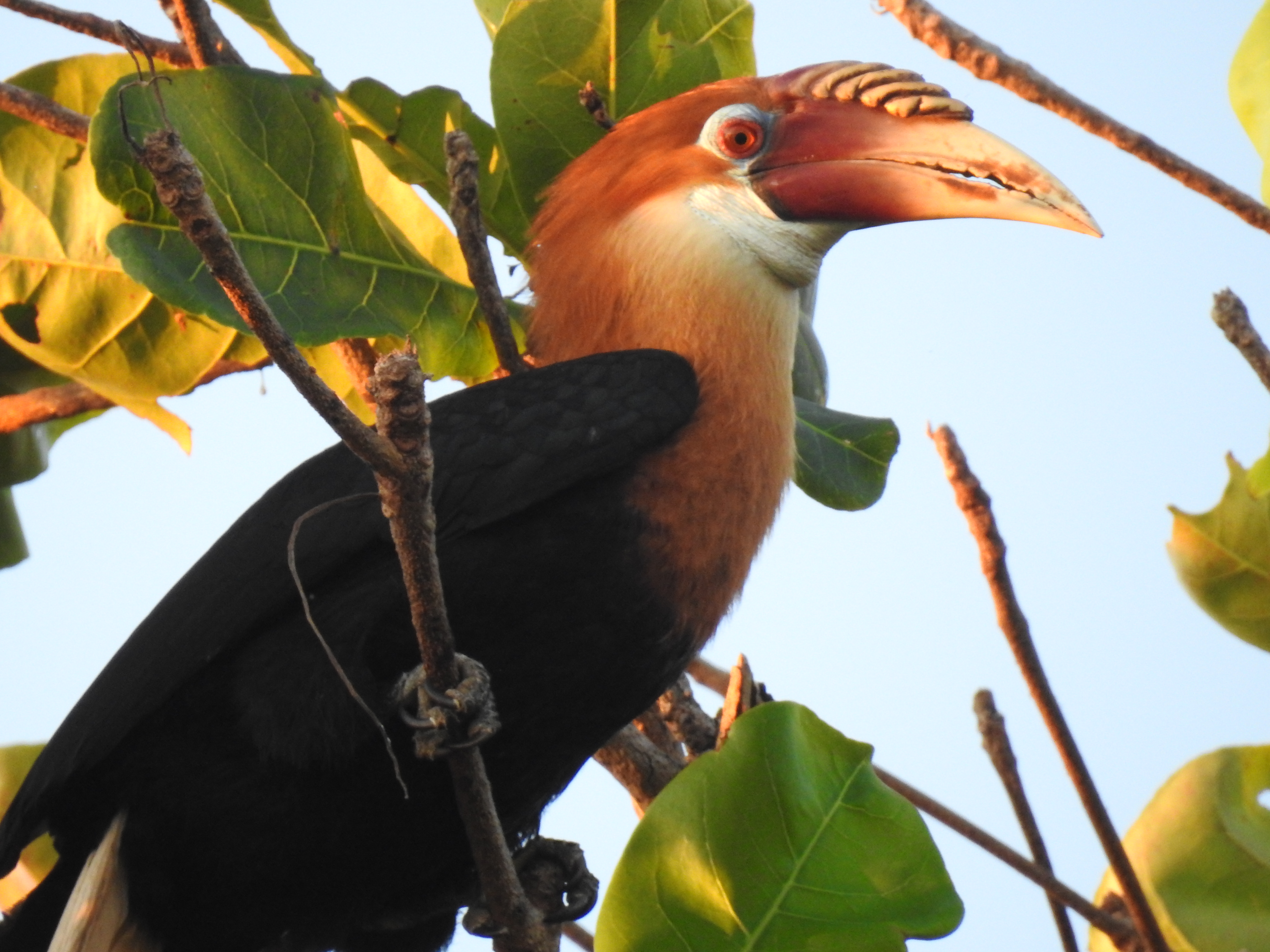
Detail hlavy samce

K zahnízdění dochází od února do dubna. Hnízdí v přirozených dutinách stromů mezi 1,6–28 metry nad zemí. Samice se zazdívá na hnízdě a ponechává jen otvor pro příjem potravy, kterou jí v dalších několika týdnech donáší samec. Potrava je předávána regurgitací. Samice v době zazdění přepeřuje. Snáší dvě vejce.

## Ohrožení a početnost
Mezinárodní svaz ochrany přírody (IUCN) považuje ve své vyhodnocující zprávě o stavu populace z roku 2020 zoborožce ostrovního za zranitelný druh. Mezi lety 2009–2019 byl však druh veden jako ohrožený, avšak celková populace zoborožce se ukázala jako větší, než se původně myslelo, a stupeň ohrožení tak byl snížen. Druh akutně nic neohrožuje, avšak v minulosti měla na populaci vliv místní policejní stanice, jejíž představitelé káceli stromy na topení a údržbu. Část ostrova byla přeměněna na plantáž, avšak i ta se nyní omezuje na několik hektarů. Zdivočelé populace koz, které bránily regeneraci lesa, byly z ostrova odstraněny. Hlavně ve 20. století byl druh pravidelně loven, avšak ve 21. století je lov tohoto vzácného zoborožce omezen na minimum. Celková populace se odhaduje na 750–1400 jedinců (odhad z roku 2020).